# Свинарка (притока Малої Висі)
Свинарка — річка в Україні у Маловисківському районі Кіровоградської області. Ліва притока річки Малої Висі (басейн Південного Бугу).

## Опис
Довжина балки приблизно 8,73 км, найкоротша відстань між витоком і гирлом — 7,39  км, коефіцієнт звивистості річки — 1,18 . Формується декількома струмками та загатами.

## Розташування
Бере початок у селі Миролюбівці. Тече переважно на північний схід і у селі Первомайське впадає у річку Малу Вись, ліву притоку річки Великої Висі.

## Цікаві факти
- У XX столітті на річці існували газгольдер та декілька газових свердловин[2], у XIX столітті — вітряний млин[1].